# Alfonso Cuarón
Alfonso Tiberio Cuarón Orozco (Ciudad de México, 28 de noviembre de 1961), conocido como Alfonso Cuarón, es un director, guionista, productor de cine, editor de cine y fotógrafo mexicano, ganador del premio Óscar al mejor director por Gravity (2013) y Roma (2018). Es considerado uno de los cineastas mexicanos más importantes de su generación, junto a otros como Guillermo del Toro y Alejandro González Iñárritu, quienes también han conseguido trascendencia internacional en los últimos años.
Cuarón comenzó dirigiendo la cinta Sólo con tu pareja en su país natal, pero el reconocimiento internacional le llegó con producciones estadounidenses como La princesita (basada en la obra de Frances Hodgson Burnett) y con su cuarto largometraje Y tu mamá también. 
Posteriormente dirigió proyectos de grandes presupuestos y bien recibidos por la crítica como Harry Potter y el prisionero de Azkaban, Hijos del hombre y Gravity, película con la que ganó el Óscar al mejor director, que lo convirtió en el primer director latinoamericano en obtener dicho galardón; igualmente ganó el Óscar al mejor montaje.
Su película Roma, de 2018, recibió ese mismo año multitud de reconocimientos.
Su hijo y su hermano (Jonás y Carlos Cuarón, respectivamente) son escritores y directores. Ambos han actuado como coescritores en algunas de sus obras.
Su hija, Bo Cuarón, se estrenó como cantante en el disco Music inspired by the film Roma (2019).
Mantiene una estrecha relación con sus compañeros directores mexicanos Guillermo del Toro y Alejandro González Iñárritu, y en conjunto son descritos como «los tres amigos del cine».
También ha mencionado una gran amistad colaborativa con el director polaco Paweł Pawlikowski.
Es el primer cineasta hispanohablante que ha recibido un Premio Oscar a mejor director.

## Biografía

### Inicio
Creció cerca de los Estudios Churubusco en la capital mexicana. Estudió la preparatoria en el Centro Universitario México. Empezó a filmar a los 12 años cuando le regalaron su primera cámara. Durante sus breves estudios en el Centro Universitario de Estudios Cinematográficos de la UNAM conoció a la futura madre de su hijo Jonás, al director Carlos Marcovich y al fotógrafo Emmanuel Lubezki. También estudió en la Escuela Activa de Fotografía de la CDMX. En el CUEC realizó un cortometraje llamado Vengeance is mine: la creencia popular dice que fue expulsado de esta escuela debido a que el cortometraje estaba en inglés, cosa que resulta falsa. Cuarón no fue expulsado de la institución, sino que decidió dejarla debido a que no recibió la autorización necesaria para que pudiese comercializar su cortometraje.

### Carrera en México
Después de abandonar la escuela De cine de la UNAM, trabajó como empleado conserje en el Museo Nacional de Arte y luego como asistente de dirección en Nocaut (de José Luis García Agraz), entre otros filmes. Dirigió algunos episodios de la serie de suspenso La hora marcada (de Televisa). Fue en esta época cuando conoció a Guillermo del Toro y se hicieron amigos. Del Toro se acercó a Cuarón y le dijo: «Tú te robaste la historia de Stephen King». Cuarón contestó: «Sí», a lo que Del Toro agregó: «¿Y por qué si la historia de King era tan buena, tu episodio es tan malo?». Junto con su hermano Carlos escribió el guion para una película, su primer largometraje, Solo con tu pareja. La película resultó ser un éxito y llamó la atención de productores de Hollywood que lo invitaron a trabajar en Estados Unidos.

#### Miembro del Colegio Nacional de México
En noviembre de 2017 Alfonso Cuarón fue nombrado miembro de El Colegio Nacional, institución que reúne a los intelectuales, literatos, científicos y artistas más reconocidos de México. En enero de 2019 declinó a dicho nombramiento por sus responsabilidades familiares y laborales que le impiden «cumplir a cabalidad con las funciones de un colegiado».

### Carrera en Estados Unidos

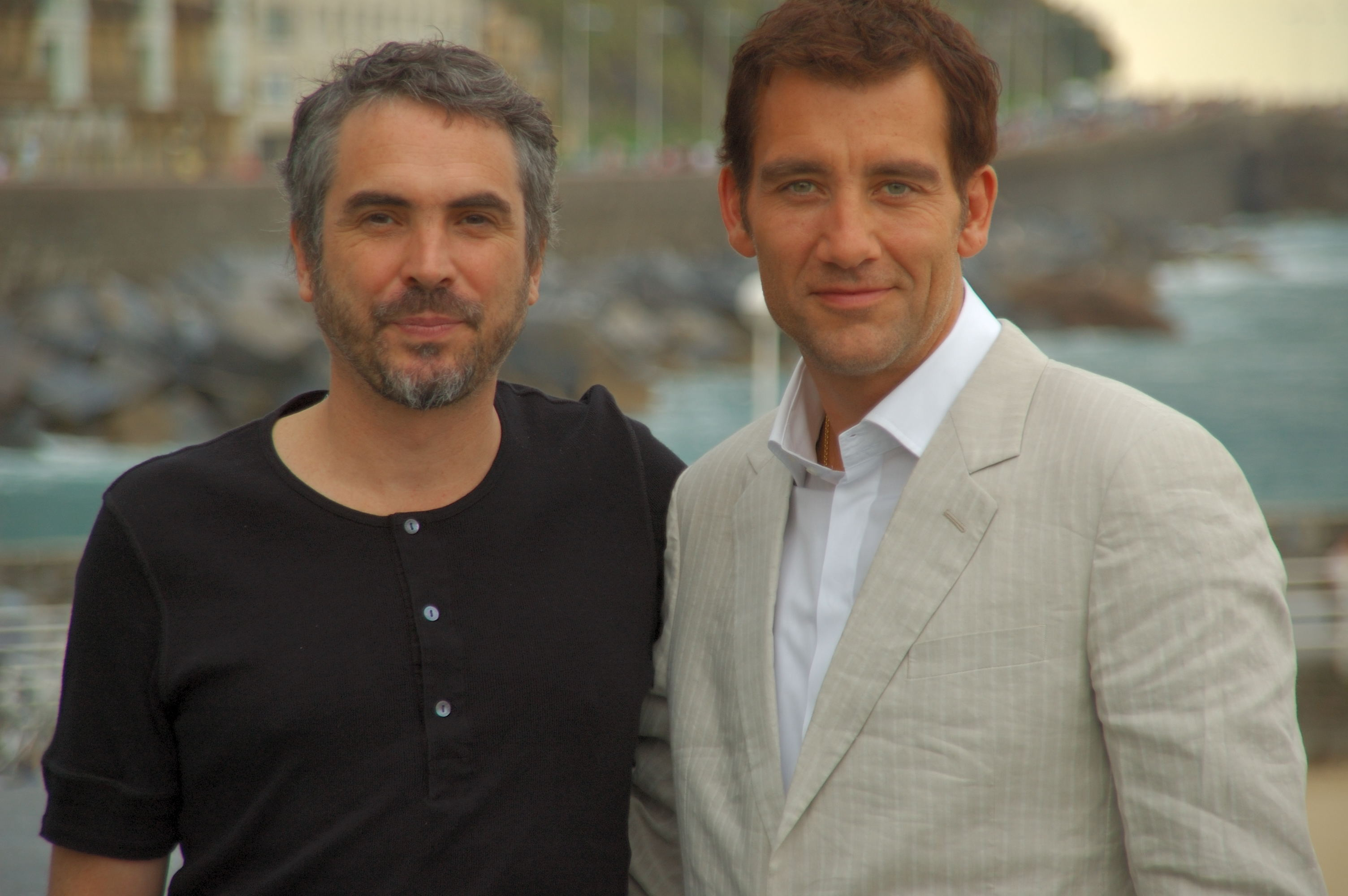
Cuarón junto a Clive Owen en la filmación de la película Niños del hombre (2006).

En Hollywood solo dirigió algunos programas de televisión hasta que firmó un contrato con Warner Brothers para dirigir Addicted to Love con Meg Ryan y Matthew Broderick.
Al leer el guion de La princesita (A little princess) prefirió dirigir esta película a la que le habrían ofrecido. La película no fue un éxito taquillero pero fue nominada para dos óscares y obtuvo excelentes críticas, con lo que su productora la estrenó de nuevo.
Después la 20th Century Fox le ofreció dirigir una versión moderna de Grandes esperanzas, el clásico de Charles Dickens, pero esta vez Cuarón no tuvo el reconocimiento de la crítica.
De vuelta en México, se asoció con el millonario hombre de negocios Jorge Vergara para crear Producciones Anhelo, en la que produjo cintas como Crónicas, dirigida por el ecuatoriano Sebastián Cordero y protagonizada por Damián Alcázar y John Leguizamo; o The Assassination of Richard Nixon, dirigida por Niels Muller y protagonizada por Sean Penn.
Además de producir, también dirigió Y tu mamá también, que se convertiría en una de las películas más exitosas del cine mexicano y una de las más conocidas en el extranjero. La película, protagonizada por Maribel Verdú, Gael García Bernal y Diego Luna, no participó como película mexicana enviada a los premios Óscar: ese año, pese a la disconformidad de los productores y la crítica, se envió El crimen del padre Amaro, protagonizada también por Gael García Bernal. La cinta resultó nominada a mejor película extranjera pero Cuarón y su hermano Carlos estuvieron nominados al Óscar por el mejor guion original, quedando la sensación de que seguramente hubiera estado nominada a mejor película extranjera y con grandes posibilidades de haber ganado.
En 2004, Warner Brothers le ofreció dirigir la tercera cinta sobre la serie de libros Harry Potter. La cinta Harry Potter y el prisionero de Azkaban es actualmente la más taquillera de este director. Cuarón fue sugerido por la misma J. K. Rowling para el trabajo de director ya que a ella le fascinó su película La Princesita, adaptación de uno de sus libros favoritos, que también produjo Warner Brothers. Cuarón estaba algo inseguro sobre dirigir la película, pero al leer el guion se convenció. Nunca había leído los libros hasta que dirigió la película. Rowling asegura que Cuarón dirigió la película tan acertadamente que hasta le dieron escalofríos ver la manera en la que se conectó con la historia, ya que agregó - sin tener información privilegiada - pistas a futuros libros.[cita requerida] Cuarón aseguró que los dos años que trabajó en Harry Potter fueron los más bellos de su vida.[cita requerida] No dudó en dejar un sello mexicano en la película. Durante la escena en la tienda de dulces Honeydukes podemos ver cientos de calaveritas de azúcar que Cuarón ordenó traer de México especialmente para la filmación. También podemos escuchar a Dumbledore tararear una canción mexicana al dejar a Harry y Hermione después de liberar a Sirius Black. En el patio de entrada del castillo hay una fuente con águilas devorando serpientes. Como mera curiosidad, Warner Bros. le prohibió taxativamente cualquier insulto bajo contrato durante la producción.
Tras su incursión en el mundo de Harry Potter, dirigió Hijos de los hombres, un thriller distópico situado en un futuro cercano. En el mismo año, se encargó de la producción de El laberinto del fauno, que, si bien no era hablada en inglés, logró grandes reconocimientos en todo el mundo, obteniendo el Óscar por mejor fotografía, mejor dirección de arte y mejor maquillaje (además de otras tres nominaciones) y el BAFTA a mejor película de habla no inglesa y mejor maquillaje.
Durante el festival de Cannes 2007, Alfonso Cuarón, Guillermo del Toro y Alejandro González Iñárritu, firmaron con Universal Pictures una excelente negociación donde Universal financiará las primeras 5 películas de Cha Cha Chá Films, productora conformada por este trío de cineastas, este apoyo es por más de 100 millones de dólares.
La primera película de Cha Cha Chá Films es la ópera prima de Carlos Cuarón, Rudo y cursi, protagonizada por Diego Luna, Gael García Bernal y con la participación del actor argentino Guillermo Francella.
Posteriormente, la compañía se declaró en quiebra.
Cuarón creó la compañía de producción y distribución Esperanto Filmoj (Esperanto Películas, llamada así debido a su apoyo a la lengua internacional Esperanto), que tiene créditos en las películas Roma,Temporada de patos, El laberinto del fauno y Gravity.
Cuarón también dirigió el polémico anuncio de servicio público "Soy autista" de Autism Speaks que fue duramente criticado por los grupos de derechos de los discapacitados por su imagen negativa del autismo.
En 2010, Cuarón empezó a desarrollar una película de ciencia ficción llamada Gravity. Fue acompañado por el productor David Heyman, quien trabajó con Cuarón en Harry Potter. Protagonizada por Sandra Bullock y George Clooney, la película fue estrenada en el otoño de 2013 y abrió el 70.º Festival Internacional de Cine de Venecia en agosto.
En 2013, Cuarón crea la serie de ciencia ficción, Believe, transmitida en Estados Unidos en la cadena de televisión NBC como una entrada a mitad de temporada. La serie fue creada por Cuarón para Bad Robot Productions y Warner Bros. Television.
El 12 de enero de 2014 ganó el Globo de Oro al mejor director por su película Gravity y el 2 de marzo del mismo año ganó el Óscar al mejor director y mejor montaje por dicha película.
Luego de Gravity, en el otoño de 2016 Cuarón filmó Roma, película que tuvo su estreno en el Festival Internacional de Cine de Venecia el 30 de agosto del 2018, donde ganó el León de Oro. Se estrenó en varias salas de cine y casas de cultura durante pocos días, y luego en streaming en Netflix, el 14 de diciembre del 2018.
Fue seleccionada para representar a México en la categoría de Mejor película de habla no inglesa, en la edición 91 de los Premios Óscar. La Academia de Artes y Ciencias Cinematográficas de Hollywood nominó a Roma a diez categorías como Mejor Película, Mejor Director, Mejor Película Extranjera, Mejor diseño de producción, Mejor fotografía, Mejor guion, Mejor diseño de sonido, Mejor mezcla de sonido, Mejor cinematografía, Mejor actriz y Mejor actriz de reparto, convirtiéndola en la quinta película en lograr una nominación simultánea al Óscar en la categoría principal y de habla no inglesa desde Amour en 2012. De igual forma, es la segunda película de habla no inglesa con más nominaciones al Óscar.
Es hermano del guionista y cineasta mexicano Carlos Cuarón, y estuvo casado con la crítica italiana de cine Annalisa Bugliani.

## Reconocimiento por la revistaTime
Fue elegido por la revista Time entre las 100 figuras más destacadas de la vida pública mundial, y apareció en la séptima posición de la categoría de "pioneros", uno de los cinco latinoamericanos más influyentes, según esta fuente. Time también celebra la originalidad de sus películas, "la creación de nuevos mundos y la presentación de nuevos personajes".

## Estilo y manera de filmar

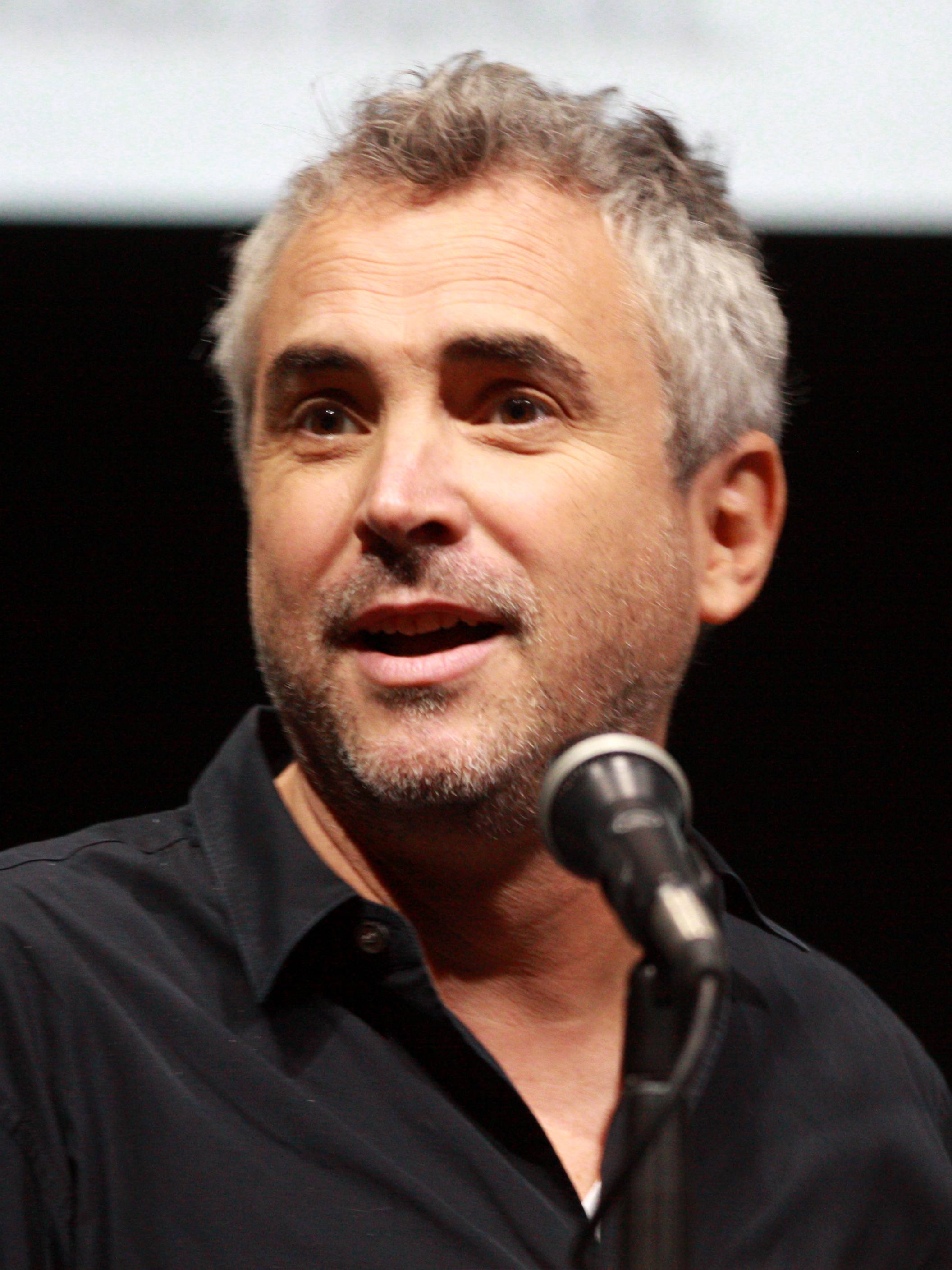
Cuarón durante la promoción de Gravity en la Convención Internacional de Cómics de San Diego celebrada en San Diego (Estados Unidos).

Las películas de Cuarón parecen filtrarse con sus numerosos elementos visuales, temáticos y estructurales característicos. Lo más notable es el uso de tomas largas por parte de los directores y su cámara en constante movimiento. Estas tendencias crean la sensación de tiempo real y espacio real dentro de los mundos que explora Cuarón. 

Para Children of men, queríamos aprovechar el elemento del tiempo real. Es un enfoque documental. Como si solo estuvieras siguiendo a personajes con tu propia cámara digital en el año 2027.

Este enfoque documental fundamenta los escenarios a veces fantásticos y de otro mundo que atraviesa el director en películas como Harry Potter y el prisionero de Azkaban y Gravity. En sus películas, el movimiento de la cámara actúa como una extensión de la emoción del personaje. Ya sea que emplee un brazo robótico, steadicam o de mano, Cuarón utiliza las herramientas de la cinematografía para crear una relación simbiótica intensa entre el espectador y la acción en pantalla.
Cuarón dentro de los aspectos técnicos es un cineasta que siempre esta a la vanguardia de la tecnología. En Children of Men (2006), para muchos, su obra cumbre de 2006, Cuarón trabajó en el diseño y construcción de un armatoste empotrado en un automóvil que ayudó a filmar una de las secuencias más significativas y alabadas de la cinta. Años más tarde, en Gravity de 2013, la cinta que le trajo consigo cualquier cantidad de reconocimientos, nuevamente se involucró en el desarrollo de instrumentos y técnicas vanguardistas que le permitieron hacer un uso magistral de la luz y el espacio sólidamente fundamentado en principios científicos. Aunque más allá de estas dos cintas, marcadas claramente por los parámetros de la ciencia ficción, el archivo audiovisual de Alfonso Cuarón incluye siempre muestras de un trabajo rigurosamente perfilado a partir de la implementación de recursos técnicos que complementan su puesta en escena frente a la cámara.

## Filmografía

### Cine
| Año  | Título                                  | Director | Productor | Guionista | otros | Notas                           |
| ---- | --------------------------------------- | -------- | --------- | --------- | ----- | ------------------------------- |
| 1987 | Gaby: Una historia verdadera            |          |           |           | Sí    | Asistente de director de escena |
| 1988 | Les Pyramides Bleues                    |          |           |           | Sí    | Asistente de director de escena |
| 1989 | Romero                                  |          |           |           | Sí    | Asistente de director de escena |
| 1991 | Sólo con tu pareja                      | Sí       | Sí        | Sí        | Sí    | Debut como director             |
| 1995 | La princesita                           | Sí       |           |           |       |                                 |
| 1998 | Grandes esperanzas                      | Sí       |           |           |       |                                 |
| 2001 | Y tu mamá también                       | Sí       | Sí        | Sí        | Sí    | Montaje                         |
| 2004 | Harry Potter y el prisionero de Azkaban | Sí       |           |           |       |                                 |
| 2004 | Crónicas                                |          | Sí        |           |       |                                 |
| 2004 | The Assassination of Richard Nixon      |          | Sí        |           |       |                                 |
| 2006 | Children of Men                         | Sí       |           | Sí        | Sí    | Montaje                         |
| 2007 | Año uña                                 |          | Sí        |           |       |                                 |
| 2008 | Rudo y Cursi                            |          | Sí        |           |       |                                 |
| 2013 | Gravity                                 | Sí       | Sí        | Sí        | Sí    | Montaje                         |
| 2016 | Desierto                                |          | Sí        |           |       |                                 |
| 2018 | Mowgli: Legend of the Jungle            |          | Sí        |           | Sí    | Consultor creativo              |
| 2018 | Roma                                    | Sí       | Sí        | Sí        | Sí    | Director de fotografía          |
| 2020 | Las brujas                              |          | Sí        |           |       |                                 |
| 2022 | Le Pupille                              |          | Sí        |           |       |                                 |

### Televisión
| Año  | Programa  | Papel    | Notas                      |
| ---- | --------- | -------- | -------------------------- |
| 2014 | Believe   | Director | Serie de TV                |
| 2024 | Desprecio | Director | Serie de TV para Apple TV+ |

## Premios y nominaciones

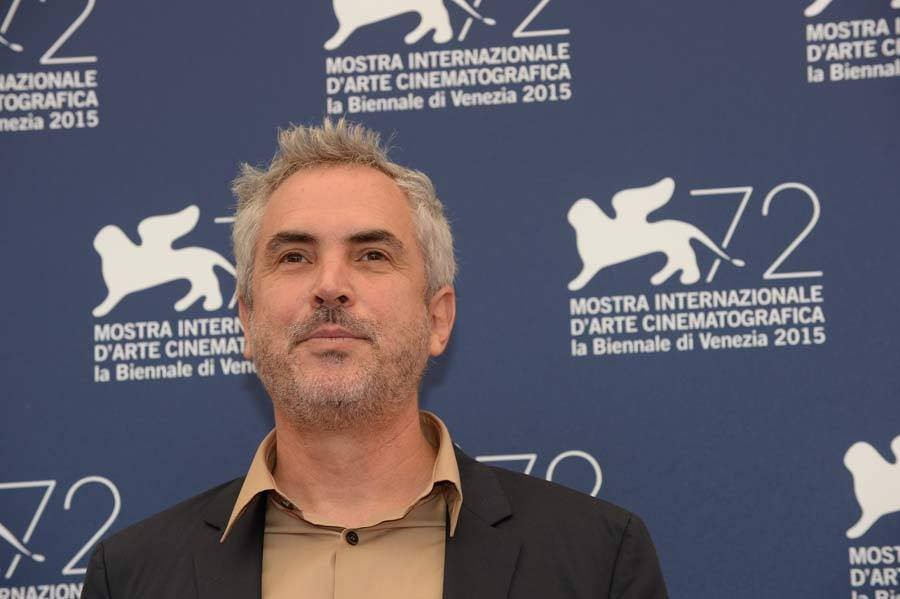
Alfonso Cuarón en el Festival Internacional de Cine de Venecia de 2015

Premios Óscar
| Año  | Categoría                          | Trabajo nominado  | Resultado |
| ---- | ---------------------------------- | ----------------- | --------- |
| 2003 | Mejor guion original               | Y tu mamá también | Nominado  |
| 2007 | Mejor montaje                      | Children of Men   | Nominado  |
| 2007 | Mejor guion adaptado               | Children of Men   | Nominado  |
| 2014 | Mejor montaje                      | Gravity           | Ganador   |
| 2014 | Mejor película                     | Gravity           | Nominado  |
| 2014 | Mejor director                     | Gravity           | Ganador   |
| 2019 | Mejor película                     | Roma              | Nominado  |
| 2019 | Mejor director                     | Roma              | Ganador   |
| 2019 | Mejor guion original               | Roma              | Nominado  |
| 2019 | Mejor película en habla no inglesa | Roma              | Ganador   |
| 2019 | Mejor fotografía                   | Roma              | Ganador   |

Premios Goya
| Año  | Categoría                     | Trabajo nominado | Resultado |
| ---- | ----------------------------- | ---------------- | --------- |
| 2018 | Mejor película iberoamericana | Roma             | Ganador   |

Premios Globo de Oro
| Año  | Categoría                           | Trabajo nominado | Resultado |
| ---- | ----------------------------------- | ---------------- | --------- |
| 2014 | Mejor director                      | Gravity          | Ganador   |
| 2018 | Mejor director                      | Roma             | Ganador   |
| 2018 | Mejor guion                         | Roma             | Nominado  |
| 2018 | Mejor película en lengua no inglesa | Roma             | Ganador   |

Premios de la Crítica Cinematográfica
| Año  | Categoría                          | Trabajo nominado | Resultado |
| ---- | ---------------------------------- | ---------------- | --------- |
| 2014 | Mejor director                     | Gravity          | Ganador   |
| 2018 | Mejor director                     | Roma             | Ganador   |
| 2018 | Mejor película                     | Roma             | Ganador   |
| 2018 | Mejor película de habla no inglesa | Roma             | Ganador   |
| 2018 | Mejor fotografía                   | Roma             | Ganador   |
| 2018 | Mejor guion original               | Roma             | Nominado  |
| 2018 | Mejor montaje                      | Roma             | Nominado  |

Premios BAFTA
| Año  | Categoría                          | Trabajo nominado  | Resultado |
| ---- | ---------------------------------- | ----------------- | --------- |
| 2002 | Mejor película de habla no inglesa | Y tu mamá también | Nominado  |
| 2002 | Mejor guion original               | Y tu mamá también | Nominado  |
| 2014 | Mejor película                     | Gravity           | Nominado  |
| 2014 | Mejor director                     | Gravity           | Ganador   |
| 2014 | Mejor guion original               | Gravity           | Nominado  |
| 2014 | Mejor montaje                      | Gravity           | Nominado  |
| 2014 | Mejor película británica           | Gravity           | Ganador   |
| 2018 | Mejor película                     | Roma              | Ganador   |
| 2018 | Mejor director                     | Roma              | Ganador   |
| 2018 | Mejor guion original               | Roma              | Nominado  |
| 2018 | Mejor montaje                      | Roma              | Nominado  |
| 2018 | Mejor fotografía                   | Roma              | Ganador   |
| 2018 | Mejor película de habla no inglesa | Roma              | Ganador   |

Festival Internacional de Cine de Venecia
| Año  | Categoría             | Trabajo nominado     | Resultado |
| ---- | --------------------- | -------------------- | --------- |
| 2006 | Premio Laterna Mágica | Hijos de los hombres | Ganador   |
| 2018 | León de Oro           | Roma                 | Ganador   |

DGA Awards
| Año  | Categoría                        | Trabajo nominado | Resultado |
| Año  | Categoría                        | Película         | Resultado |
| ---- | -------------------------------- | ---------------- | --------- |
| 2014 | Mejor director de película nueva | Gravity          | Ganador   |

Premios del Sindicato de Directores
| Año  | Categoría      | Trabajo nominado | Resultado |
| ---- | -------------- | ---------------- | --------- |
| 2014 | Mejor director | Gravity          | Ganador   |
| 2019 | Mejor director | Roma             | Ganador   |

Teen Choice Awards
| Año  | Categoría                                       | Trabajo nominado                        | Resultado |
| ---- | ----------------------------------------------- | --------------------------------------- | --------- |
| 2005 | Mejor película de verano: drama/acción aventura | Harry Potter y el prisionero de Azkaban | Ganador   |
| 2005 | Mejor película de verano                        | Harry Potter y el prisionero de Azkaban | Nominado  |

### Premios Platino
| Año  | Categoría                                | Película | Resultado |
| ---- | ---------------------------------------- | -------- | --------- |
| 2019 | Mejor película iberoamericana de ficción | Roma     | Ganadora  |
| 2019 | Mejor dirección                          | Roma     | Ganador   |
| 2019 | Mejor guion                              | Roma     | Ganador   |
| 2019 | Mejor dirección de montaje               | Roma     | Nominado  |
| 2019 | Mejor dirección de fotografía            | Roma     | Ganador   |
| 2019 | Mejor dirección de sonido                | Roma     | Ganador   |